# Mika Kanai
Mika Kanai (jap. 金井 美香 Kanai Mika; ur. 18 marca 1964 w Tokio) – japońska seiyū, związana z agencją Ken Production.

## Filmografia

### Telewizyjne seriale anime
- 1990: Muminki – Panna Migotka
- 1991: Przygody Hucka Finna – Charlotte
- 1992: Nowe przygody Calineczki – Maja (Mia)
- 1996: Kidō Shinseiki Gundam X – Tiffa Adil
- 1997: Pokémon –
  - Purin (Jigglypuff),
  - Maril (Marill),
  - Koume,
  - Chikorita,
  - Bayleaf (Bayleef),
  - Emonga (Emolga),
  - Desumasu (Yamask)
- 2017: KiraKira Pretty Cure a la Mode – Pekorin

### Filmy animowane
- 2003: Doraemon: Ludzie wiatru – Fuko

### Gry komputerowe
- 1994: Dragon Ball Z Historia poboczna: prawdziwy plan do likwidacji saiyan (Saga kosmiczna) – Wróżka